# Городище (Шепетівський район)

Городи́ще — село в Україні, у Судилківській сільській територіальній громаді Шепетівського району Хмельницької області. Населення становить близько 1600 осіб

## Історія
18 червня 1792 року між селами Жилинці і Городище Кременецького повіту Волинського воєводства відбулася перша битва російсько-польської війни.

## Пам'ятки
На території села розташовані пам'ятки археології - городища XII-XIII століть в урочищах Вали і Високе.
1746 року на фундацію князів Станіслава та Йосипа Любомирських у селі збудовано костел і монастир отців Кармелітів.

## Персоналії
- Марек Яндолович — проповідник;
- Едвард Хлопіцький (1830—1864) — письменник[1];
- Микола Береза — письменник, журналіст;
- Юрій Береза — письменник;
- Микола П'яскорський — єфрейтор Радянської Армії.

## Галерея

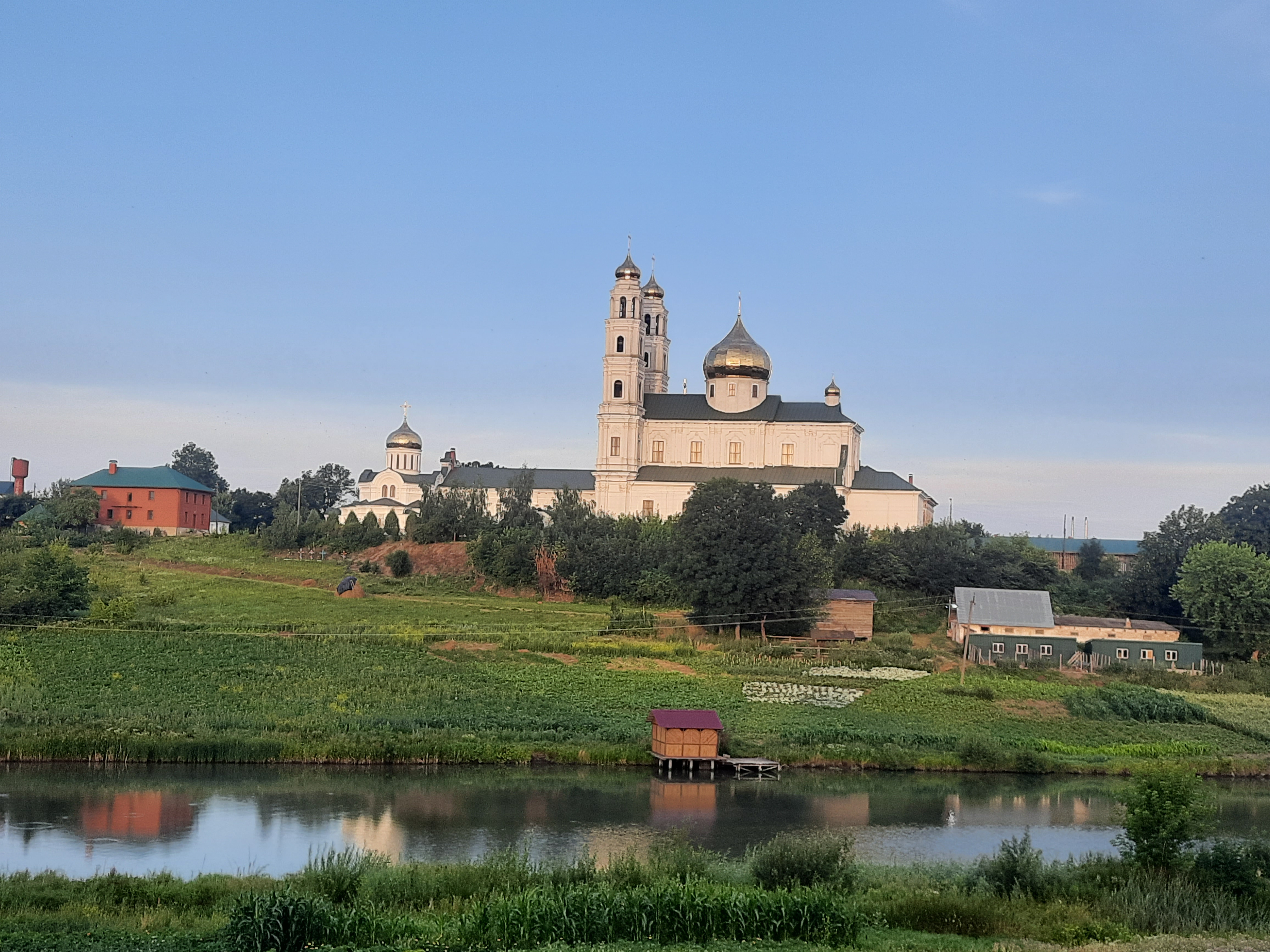
Монастир кармелітів 1746-1782 рр.
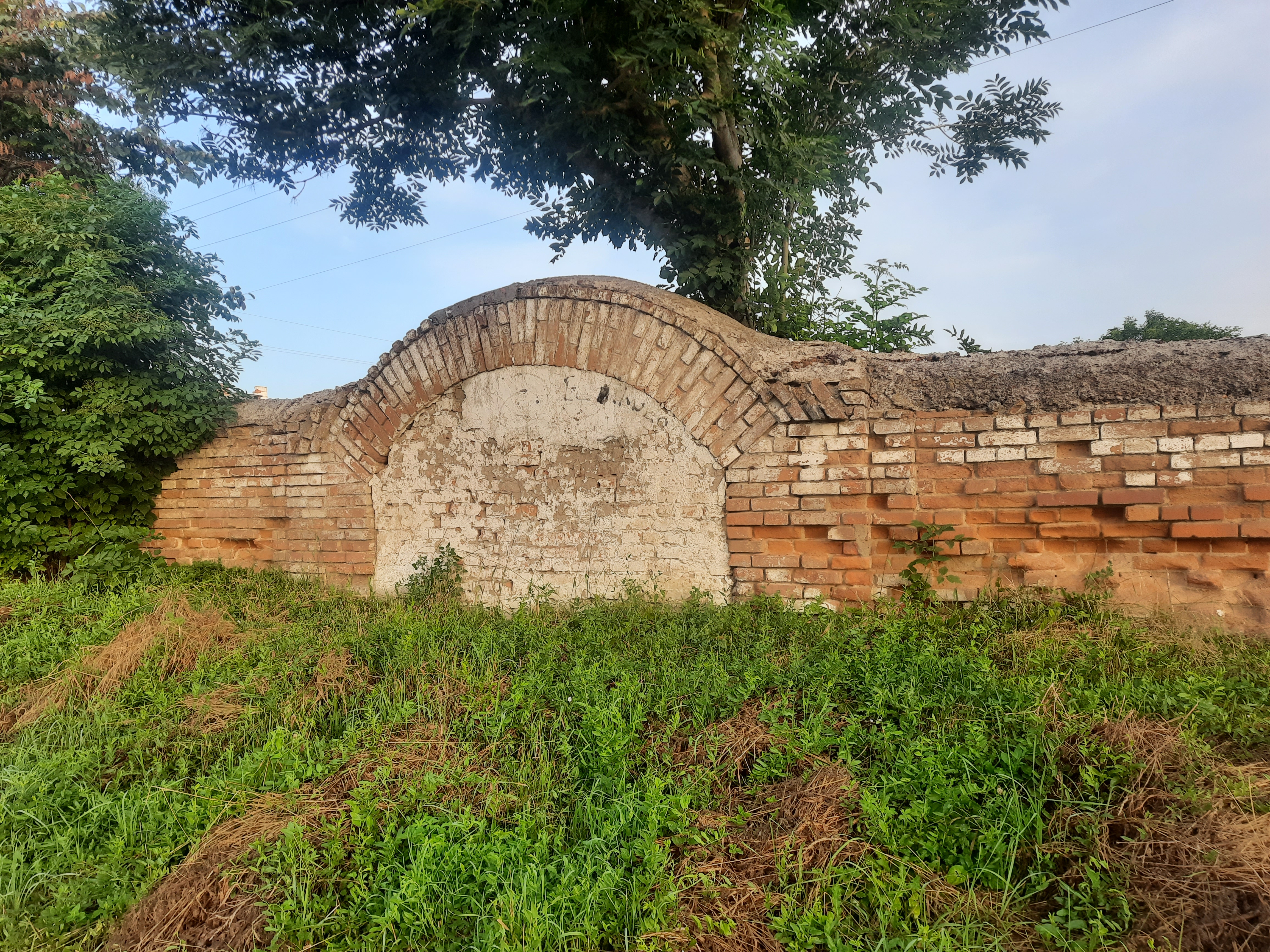
Оборонний мур монастиря
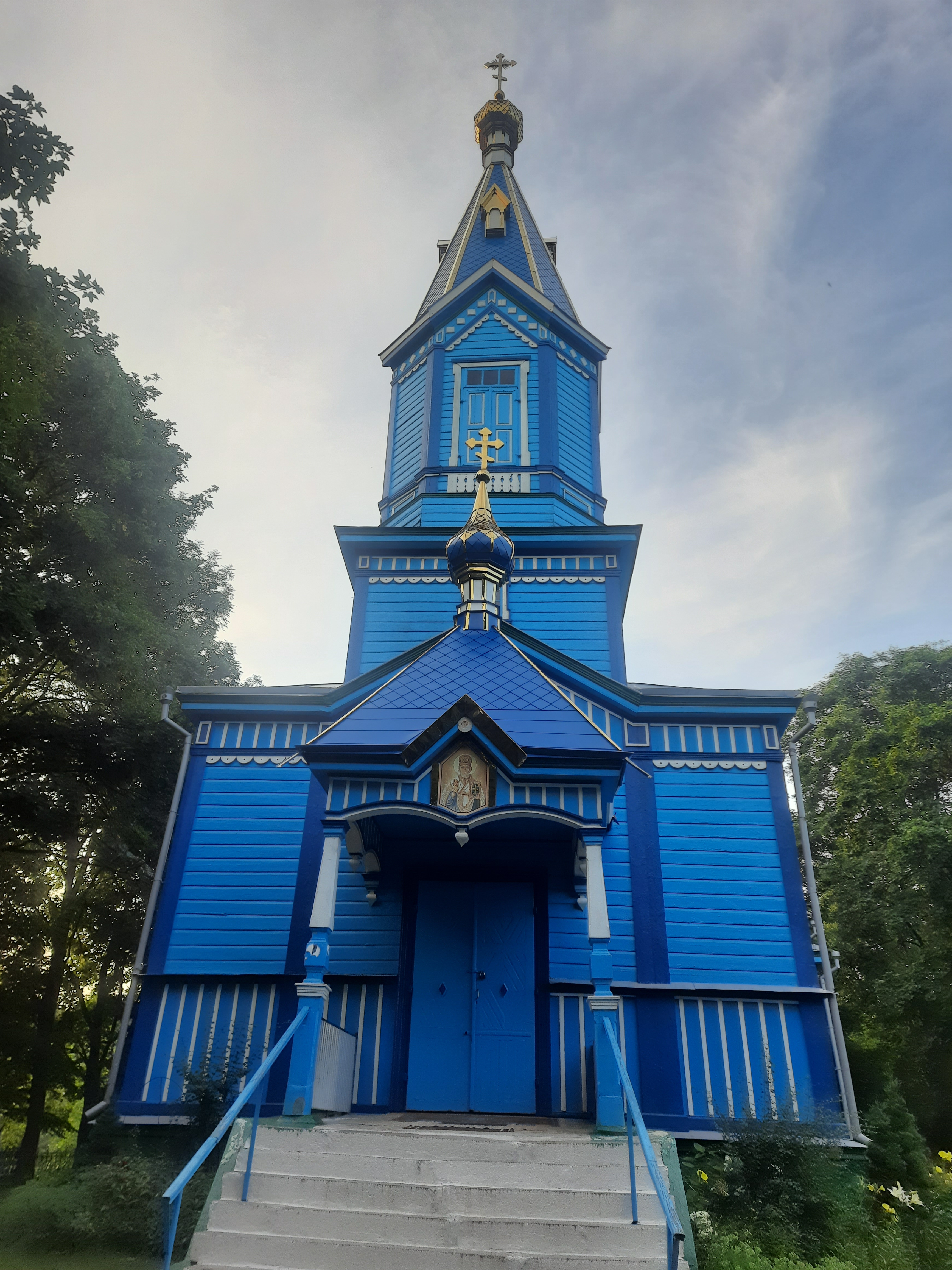
Миколаївська церква
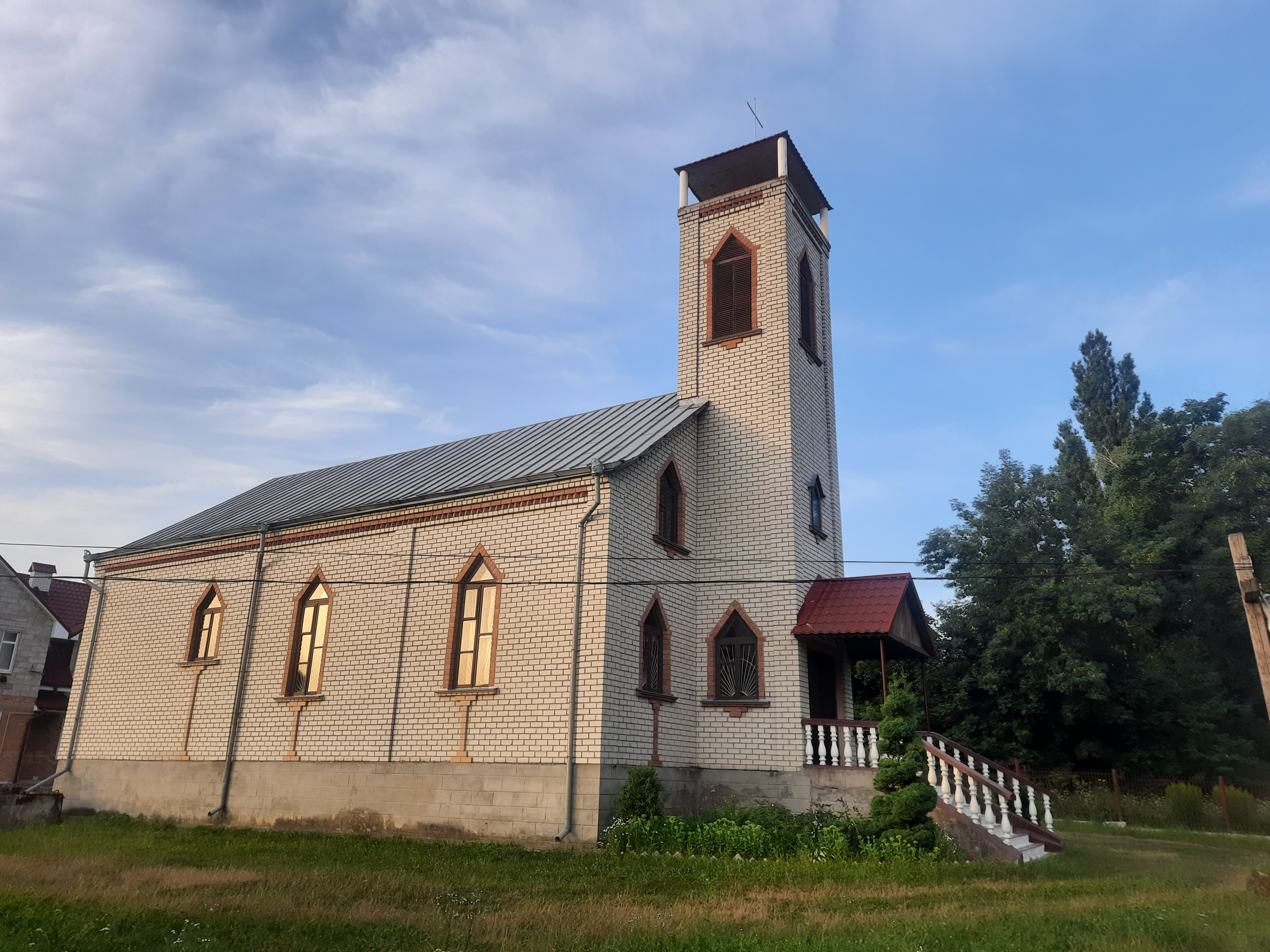
Костел Матері Божої Фатімської
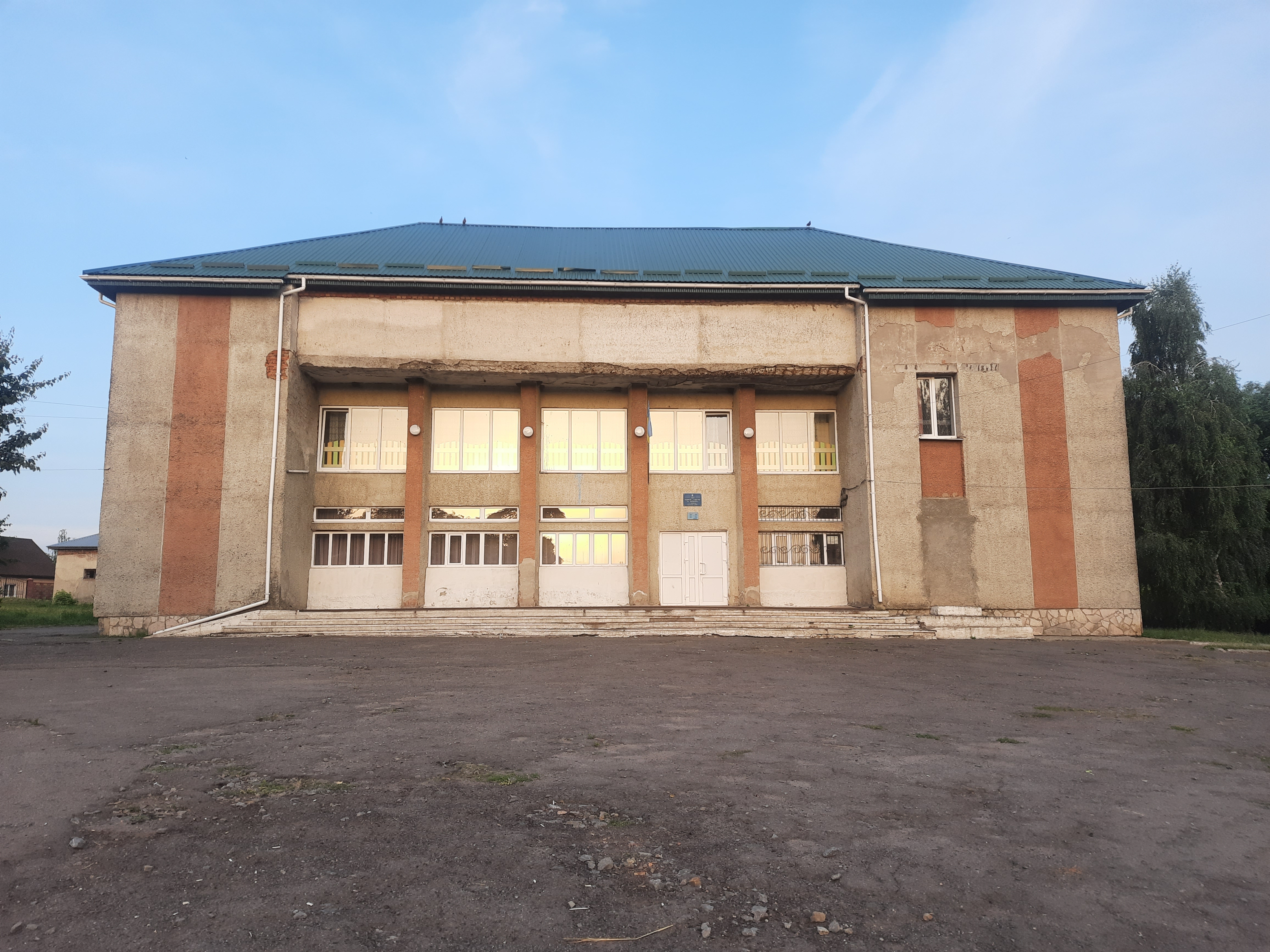
Будинок культури
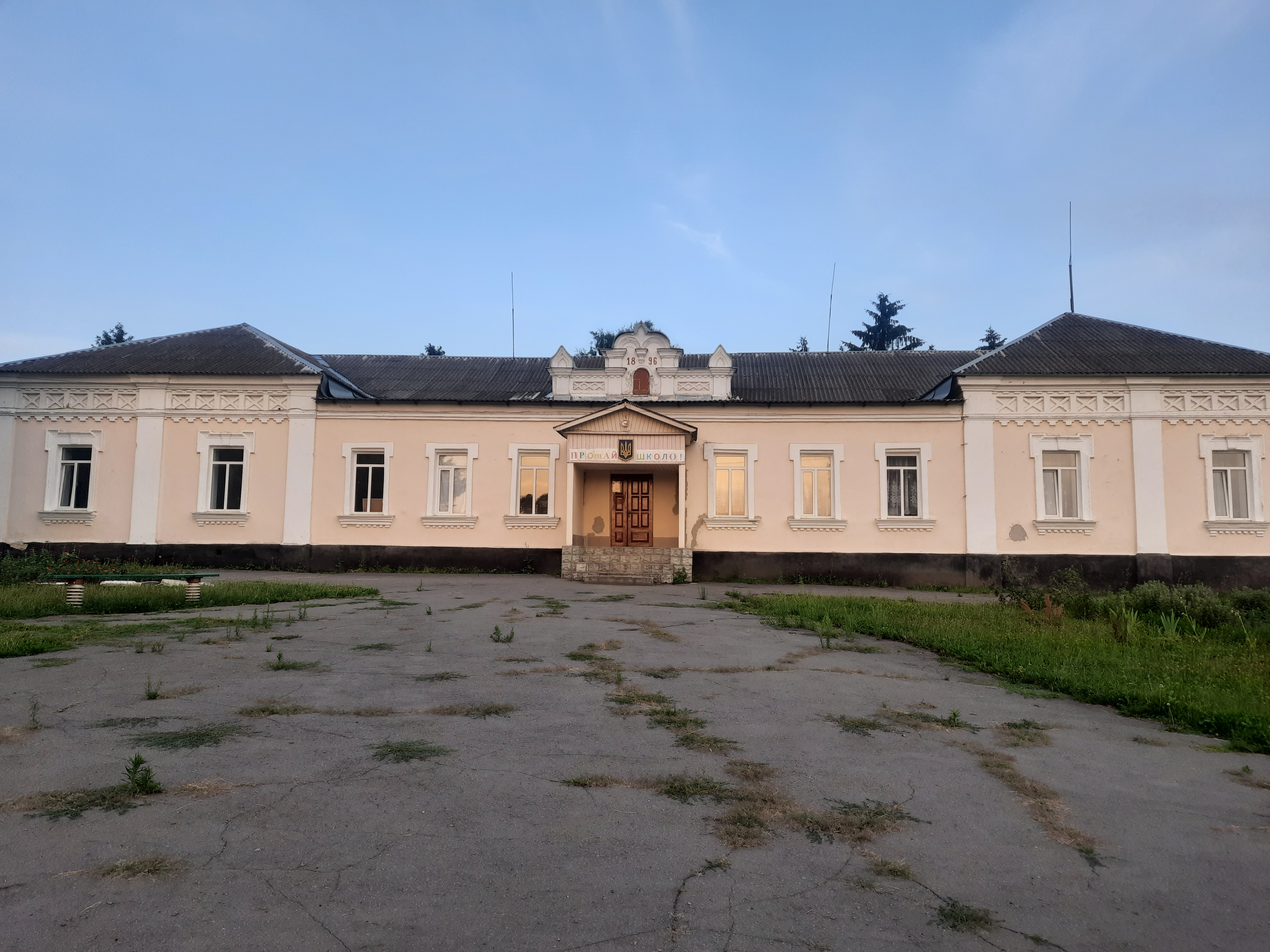
Школа
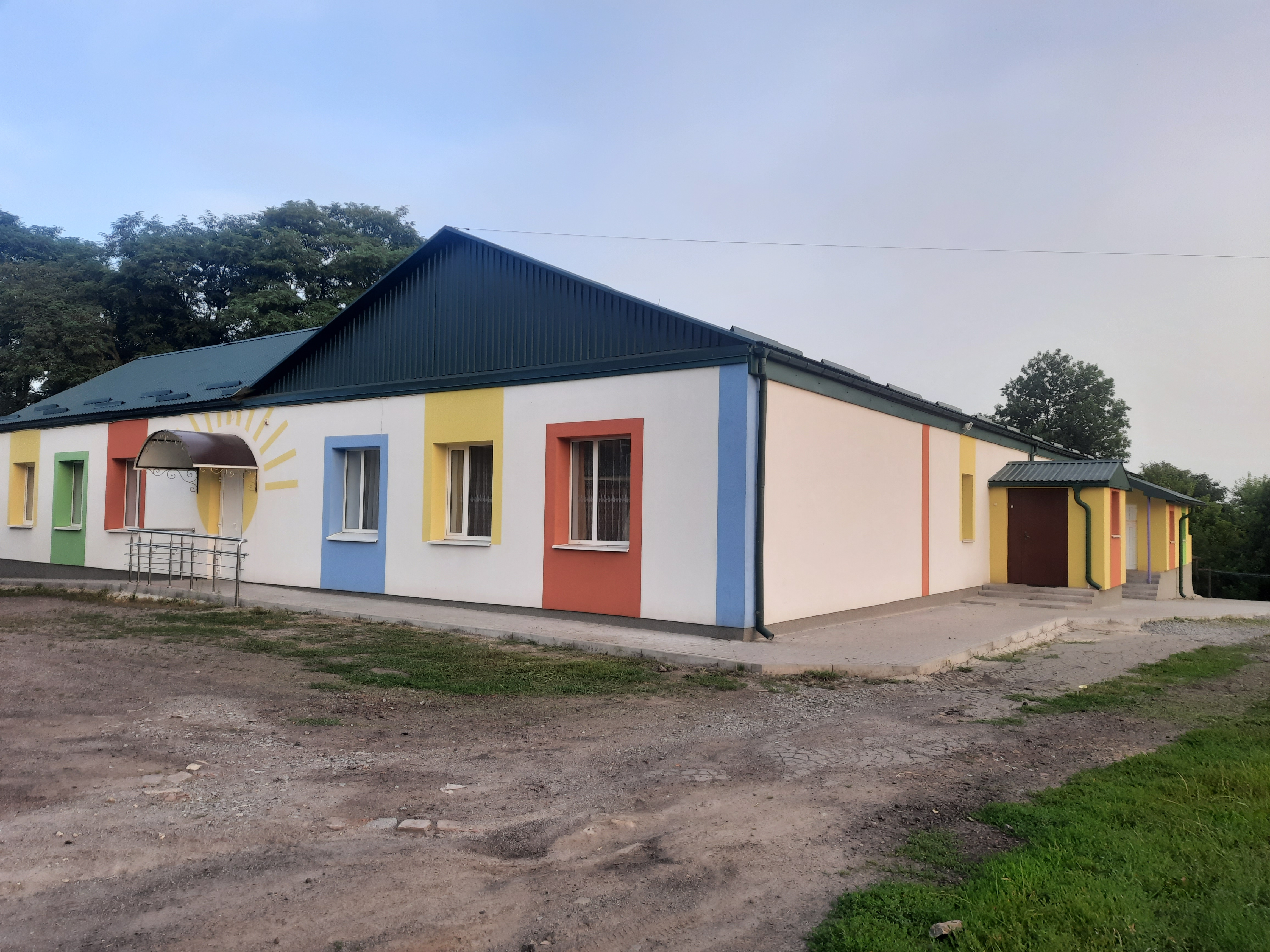
Дитячий садок
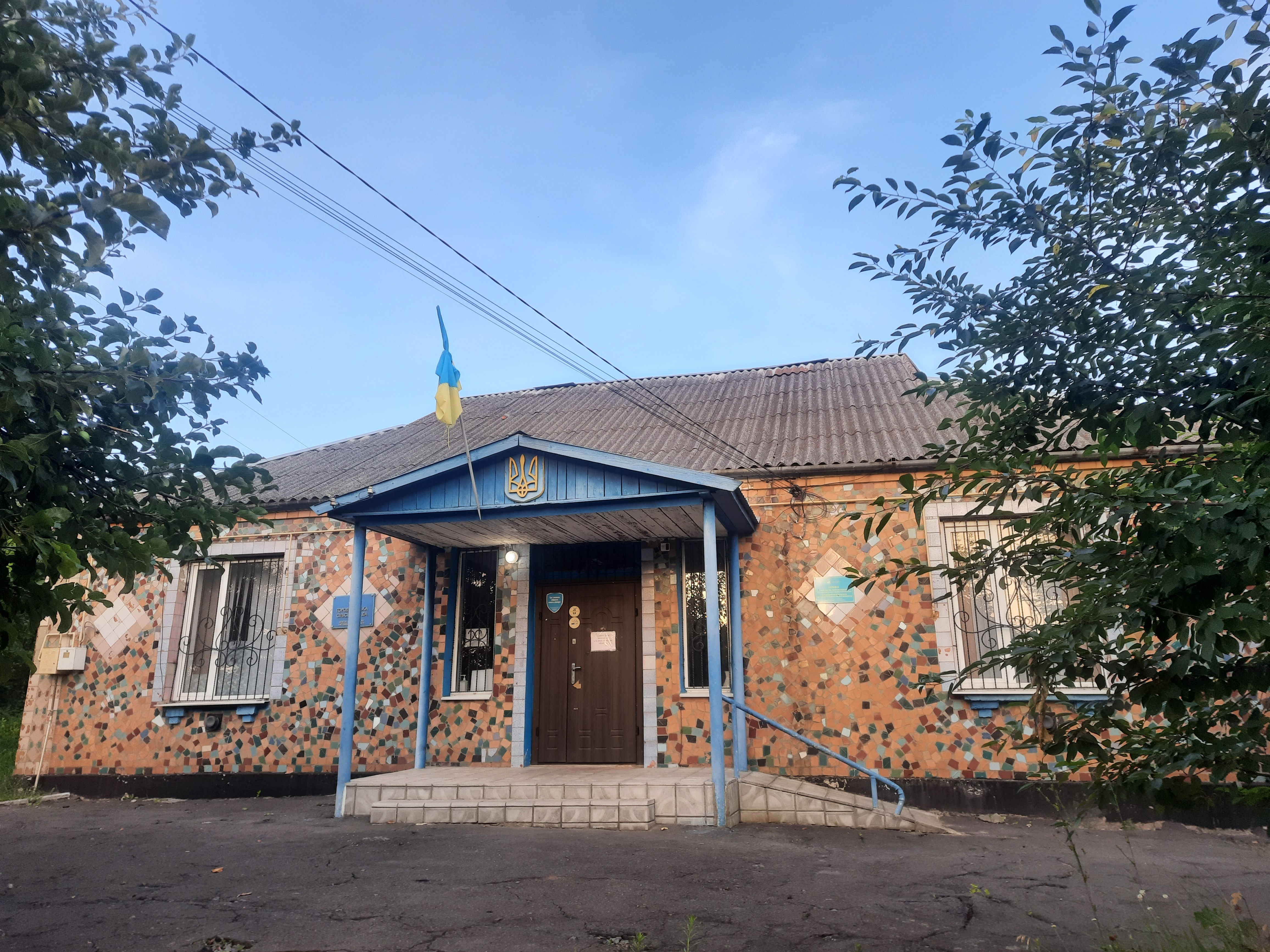
Старостат
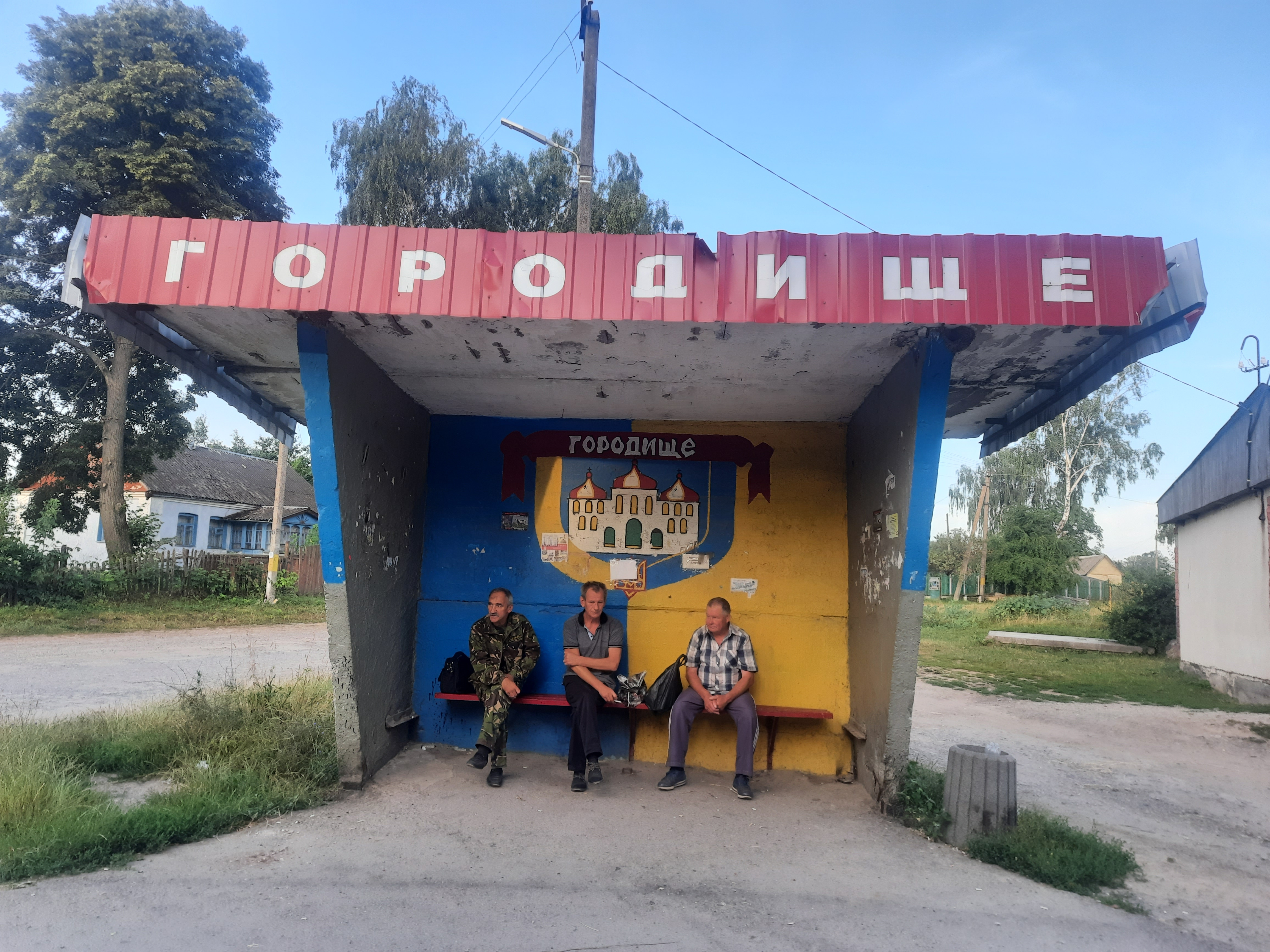
Автобусна зупинка
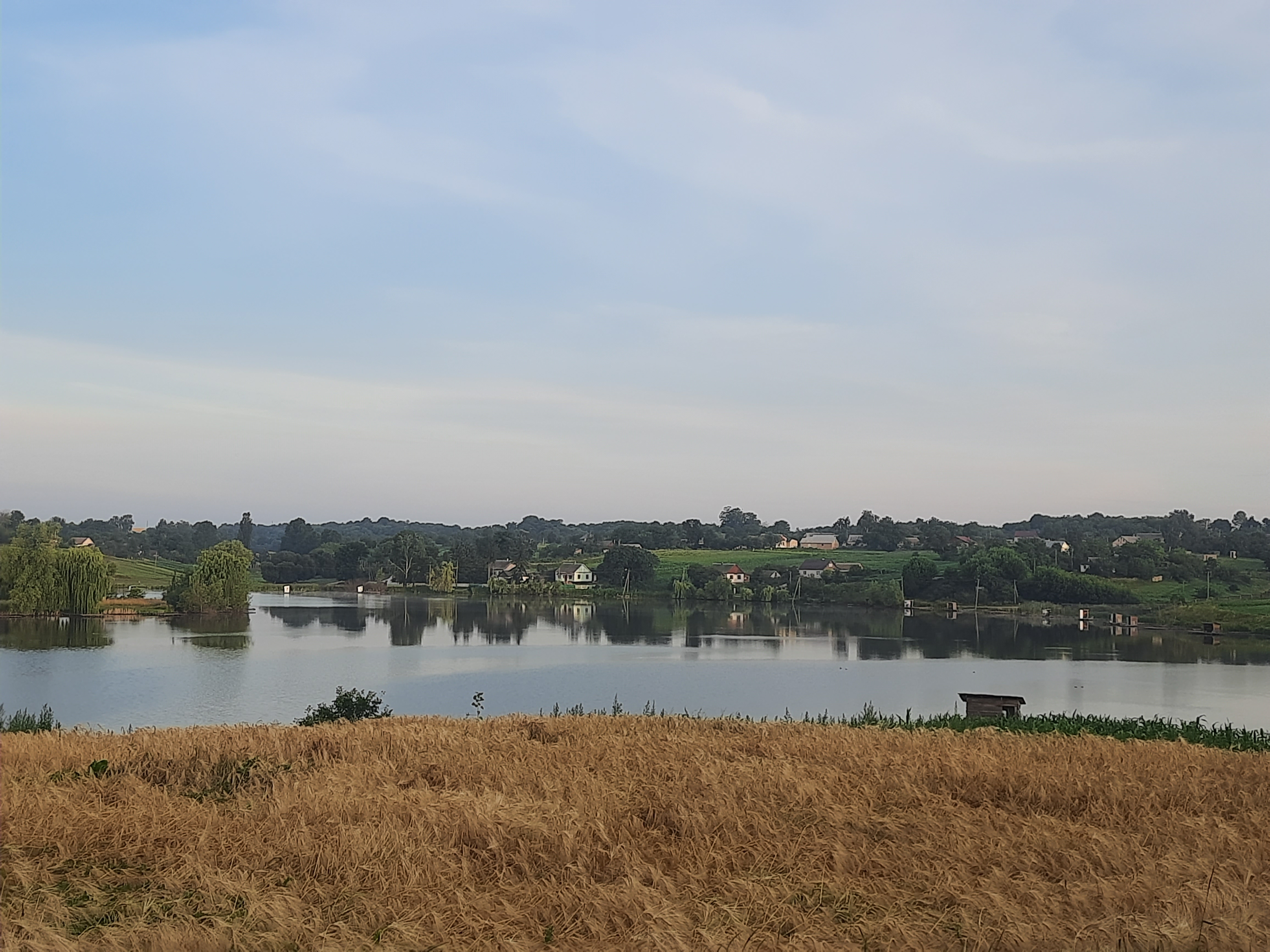
Краєвид села